# صاروخ أرض-بحر طراز 88
صاروخ أرض-سفن طراز 88 (88式地対艦誘導弾، SSM-1) هو صاروخ مضاد للسفن مثبت على شاحنة طورته شركة ميتسوبيشي للصناعات الثقيلة اليابانية في أواخر الثمانينيات. وهو نسخة أرضية من الصاروخ الذي يطلق من الجو من طراز 80 (ASM-1)؛ وقد طُور بدوره إلى الصاروخ الذي يطلق من السفن من طراز 90 (SSM-1B). اشترت قوات الدفاع الذاتي البرية اليابانية 54  منصة نقل وإطلاق، كل منها تحمل ستة صواريخ من طراز 88، لاستخدامها كبطاريات ساحلية. مدى الصاروخ 180 كلم، سرعة دون سرعة الصوت عالية ويبلغ وزن رأسه الحربي 225 كلجم، وهو مشابه لصاروخ هاربون الأمريكي.
في عام 2015، أصبح تطوير الطراز 88 جاهزًا للتشغيل وسُمى الطراز 12. يتميز الطراز 12 بنظام INS مع توجيه بنظام التموضع العالمي في منتصف المسار ودقة أفضل باستخدام قدرات مطابقة كفاف التضاريس المحسنة والتمييز بين الأهداف. السلاح متصل بالشبكة، حيث يمكن توفير الاستهداف الأولي وفي منتصف المسار عبر منصات أخرى، كما يتميز أيضًا بأوقات إعادة تحميل أقصر، وتكاليف دورة حياة منخفضة، ومدى يصل إلى 200 كلم.

## الملخص
يتكون التكوين الأساسي من نفس مركبات الإطلاق ومركبات التحميل لصاروخ (6 SSM-1)، وبعض مركبات الرادار، وأنظمة التحكم في النيران، ونظام التحكم في القيادة.[بحاجة لمصدر]